# Bommeria elegans
Bommeria elegans är en kantbräkenväxtart som först beskrevs av George Edward Davenport, och fick sitt nu gällande namn av Ranker och Haufler. Bommeria elegans ingår i släktet Bommeria och familjen Pteridaceae. Inga underarter finns listade.